# ジョゼフ・アダムズ
ジョセフ・アダムズ（Joseph Adams、1605年 - 没年不詳）は、江戸時代初期の旗本（禄高は相模国三浦郡逸見250石）。日本名は二代目 三浦 按針（にだいめ みうら あんじん）。ウィリアム・アダムス（初代三浦按針）の息子。

## 生涯
慶長10年（1605年）頃、江戸幕府将軍徳川家康や徳川秀忠に外交顧問として仕えた英国人船員ウィリアム・アダムス（初代三浦按針）の子として生まれる。母はウィリアムが日本で娶った日本人妻。妹にスザンナがいる。また、父の故郷イングランドのケント州ジリンガムには、義理の母のメアリー・ハインと、異母姉のデリヴァレンスと異母兄のジョンがいる。
元和6年（1620年）5月16日、父が死去すると家督と所領を相続し、名乗りを継いで三浦按針となる。父からは佩刀の大半も相続した。ジョセフは父の手によって航海士としての訓練を施されており、元和10年（1624年）と寛永12年（1635年）には船員としてコーチシナ（交趾支那）へと航海している。
その頃には、海外貿易に積極的な家康から消極的な秀忠の治世に代わっており、次代の徳川家光に至って徐々に朱印船貿易に対する制限が強化される。しかし、ジョセフは最後まで朱印状、奉書を給付され活動を保証されていた。寛永9年（1632年）まで貿易を行っていた記録が残り、また、同13年（1636年）付けの棟礼が現存すると言われ、鎖国直前までは活動が確認できる。
その後の消息は不明。死後は領地の三浦に埋葬されたとも言われる。

## ジョセフ・アダムズが登場する作品
小説
- 青い目の旗本ジョゼフ按針（佐々木裕一・著、光文社）父の持つ旗本の地位と領地、朱印状を継ぎ様々な事件を解決する破天荒な旗本として活躍する。